# Симеон I (цар Болгарії)
Симеон, Симеон I Великий (болг. Симеон Велики, 864 або 865–927) — князь Болгарії з 893 року, з 918 року — цар. Третій син князя Бориса I, батько Петра I.
Успішні кампанії Симеона проти Візантії, Угорщини та Сербії привели Болгарію до її найбільшої територіальної експансії. Болгарія перетворилася на наймогутнішу державу на Балканах та у всій Східній Європі.
З ім'ям царя Симеона пов'язана Золота доба болгарської держави. За часів його царювання Болгарія територіально простягалась від Будапешта, північних схилів Карпат і Дніпра на півночі до Адріатичного моря на заході, Егейського моря на півдні та Чорного моря на сході.
Болгарська православна церква стала першою патріаршою після Пентархії (Римської, Константинопольської, Олександрійської, Антіохійської та Єрусалимської церков). Це була перша самостійна (автокефальна) національна церква в Європі, на чолі якої стояв патріарх.
Глаголицькі переклади болгарською мовою священних текстів поширилися на всіх слов'янських землях і перетворили староболгарську мову на мову літургії, відому як церковнослов'янська.
У цю добу в Преславській книжковій школі була створена нова абетка, названа на честь святого Кирила— кирилиця, яка почала замінювати створену Кирилом та Мефодієм глаголицю.
У середині свого правління Симеон замінив свій титул «князь» на «цар» (імператор, басилевс).
Державна концепція, яку затвердив Симеон, полягала в побудові цивілізованої, християнської та слов'янської держави на чолі з імператором (царем), самостійної (автокефальної) національної церкви на чолі з патріархом і значимих книжкових шкіл.

## Ранні роки

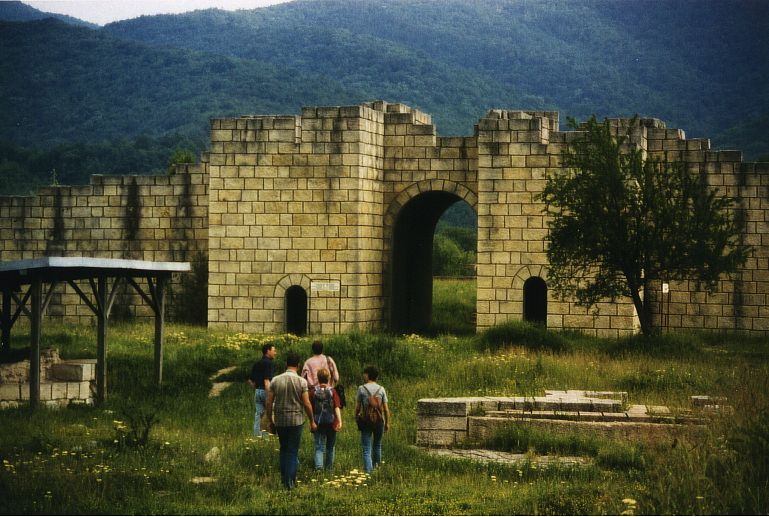
Вхід у Великий Преслав

Симеон народився 864 року (варіант 865), коли Болгарія вже була християнською. Він був третім сином князя Бориса і пра-пра-праонуком хана Крума. Оскільки престол призначався для його старшого брата Володимира, Симеона готували стати главою болгарської церкви. Він здобув блискучу освіту в найпрестижнішому університеті свого часу — знаменитій Магнаурській вищій школі в Константинополі. Симеон повернувся до Болгарії та пішов до преславського монастиря.
Тим часом (889) князь Борис також пішов у монастир, і на болгарському троні запанував Володимир, який спробував відновити поганство.
893 року Борис залишив монастир, скинув з престолу та засліпив свого старшого сина. Після чого Борис скликав церковно-народний собор.
Собор прийняв три важливі рішення: оголосив болгарську (церковнослов'янську) мова офіційною та єдиною мовою церкви й держави, перемістив столицю з Плиски до Великого Преслава та звів Симеона на болгарський трон.

## Комерційна війна з Візантією та напад угорців (893—895)
Безпосередньо після коронації Симеона болгарсько-візантійські відносини почали ускладнюватись. Візантійський імператор Лев VI Філософ перемістив торгівлю болгарських купців з Константинополя в Салоніки й збільшив митні збори. Спроби Симеона розв'язати проблему мирним шляхом не мали успіху. Візантійський імператор сподівався, що за своєю недосвідченістю новий правитель Болгарії не буде відповідати на провокації, але помилився.
Восени 894 року Симеон увірвався до Східної Фракії (у середньовіччі ця область називалась Македонія) й у битві на околицях Адріанополя (Едірне) повністю розгромив візантійську армію. Ромейський полководець Криніт був убитий, а імператорська гвардія, що складалась із хозарів, потрапила в полон. Болгарський князь наказав відрізати носи гвардійцям і повернути їх назад імператорові. Ці події були пізніше названі болгарськими істориками "першою торговельною війною в Середньовічній Європі.

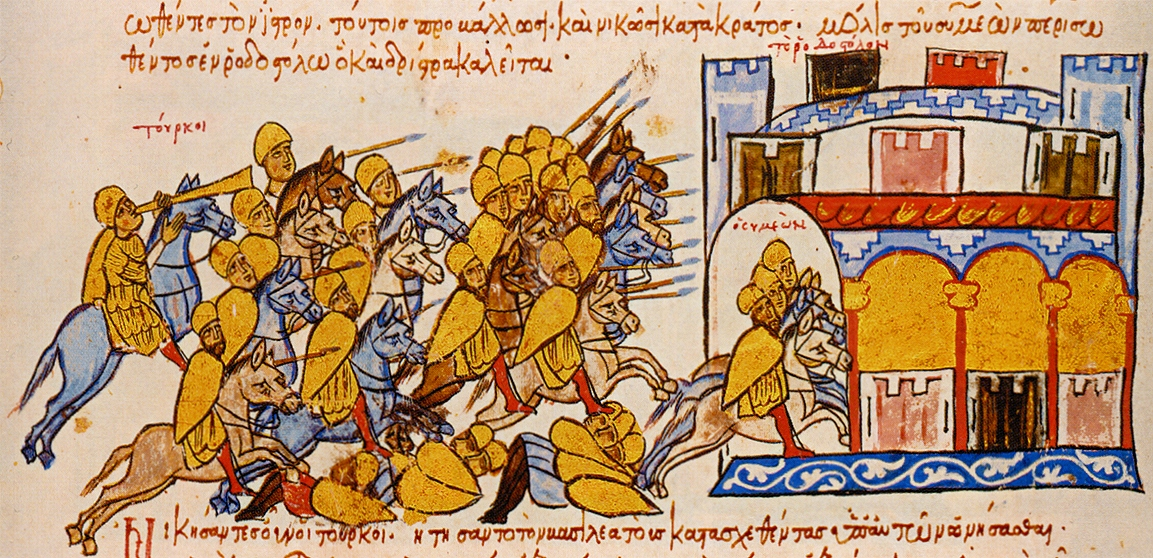
Напад угорців на Болгарію

У ситуації, що склалася, Лев VI звернувся до традиційного для візантійської дипломатії засобу — знайти союзника з півночі. Щедрими дарунками угорців було переконано здійснити напад на Болгарію. У той самий час прославлений візантійський полководець Никифор Фока Старий (840–900) був покликаний з Італії та навесні 895 року очолив новосформовану візантійську армію.
Симеон, не зволікаючи, вирушив у похід на Никифора, але ромеї запропонували мир і почали перемовини. Не довіряючи візантійцям, Симеон кинув до в'язниці імператорського посланця, залишив більшу частину свого війська на півдні проти візантійської армії, а сам рушив на північ воювати з угорцями. Ця кампанія почалася невдало для болгар, і сам князь був змушений шукати притулку у фортеці Дрістр (Сілістра). Зрештою, Симеон уклав перемир'я з візантійцями, що дозволило йому зосередитися на війні з угорцями.

## Угорська кампанія та нові війни з Візантією (895—904)
Скориставшись перемир'ям з Візантією, Симеон підготував каральний похід проти угорців. Підготовка була й дипломатична — був підписаний антиугорський договір з печенігами.
Навесні 896 року Симеон стрімко рушив на північ і зустрів угорців у рішучій битві на Південному Бузі (сучасна Україна). У запеклому бої угорці (ймовірно на чолі з легендарним Арпадом) зазнали важкої поразки. Вони були не тільки цілковито розбиті, але й вигнані печенігами далеко на захід, у результаті чого й поселилися в сучасній Угорщині.
Після розгрому угорців Симеон влітку 896 року знову вирушив на південь, цілковито знищив ромейскі війська у битві під Булгарофігоне (сучасне місто Бабаєскі) й узяв в облогу Константинополь.
Візантійці були змушені підписати мирний договір, за умовами якого Візантійська імперія повернула болгарську торгівлю в Константинополь, зобов'язалася сплачувати щорічну данину й поступилася Болгарії територією між сучасними Странджею та Чорним морем.
Тим часом болгарський правитель установив свій контроль і над Сербією в обмін на визнання Петра Гойниковича сербським сувереном.
Симеон регулярно порушував мирний договір і нападав на Візантію, анексуючи нові території.
Нова мирна угода 904 року встановила болгарський суверенітет над Північною Грецією та більшою частиною Албанії. Кордон між Болгарією та Візантією проходив за 20 км на північ від міста Салоніки.

## Визнання як імператора (913)
У травні 912 року помер Лев VI Філософ, і престол був зайнятий його братом Олександром, який правив як регент при малолітньому Костянтині VII. Навесні 913 року він відмовився сплачувати щорічну данину Болгарії. Симеон почав військові приготування, проте Олександр помер, перш ніж болгари перейшли в наступ, залишивши імперію в руках регентської ради на чолі з патріархом Миколою Містиком. Патріарх доклав значних зусиль, щоб переконати Симеона не нападати на Візантію, але спроби розв'язати проблеми миром не мали успіху.
У липні-серпні болгарська армія обложила Константинополь. Почалися нові мирні перемовини, які затвердили поновлення щорічної данини та одруження Костянтина VII з однією з дочок болгарського правителя, що перетворило б Симеона на василеопатора (опікуна імператора) і дало б йому законне право правити Візантією.

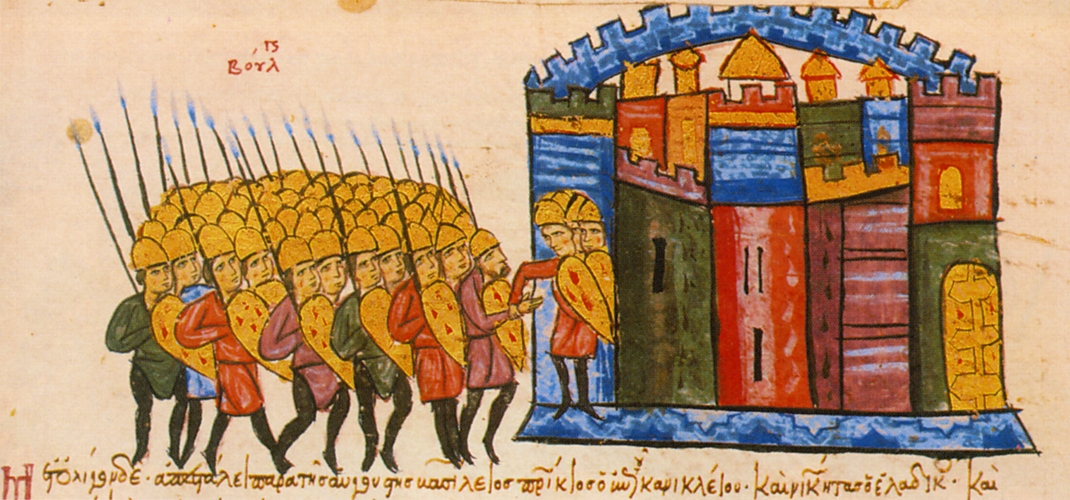
Війська Симеона беруть Адріанополь

Але найзначніша частина угоди — це офіційне визнання Симеона як імператора болгар від ромейского патріарха Миколи Містика у Влахернському палаці. Це відбулося у серпні 913 року. Акт мав величезне значення, він здійснив переворот у візантійській екуменічній доктрині, відповідно до якої є тільки один Бог на небі й тільки один імператор на землі — візантійський імператор. Він справжній хазяїн і батько всіх народів, а інші правителі — його сини, а владу вони мають винятково від імператора.
У лютому 914 року Зоя, мати Костянтина VII, скасувала регентську раду і влада у Візантії перейшла до неї. Вона одразу зреклася визнання імператорського титулу Симеона й відмовилась від можливого шлюбу між своїм сином і дочкою Симеона.
Війна була єдиною альтернативою болгарського царя. Симеон знову увірвався до Фракії й узяв штурмом Адріанополь. Візантія почала підготовку до вирішальної війни з Болгарією.

## Перемоги під Ахелоєм і Катасиртою (917р.)
Навесні 917 року підготовка Візантії до війни була в самому розпалі. Ромеї вели перемовини одночасно з печенігами, угорцями й сербами для спільного нападу на Болгарію. У червні був укладений мир з Арабським халіфатом, що дозволило Візантії сконцентрувати всі свої ресурси. Елітарні війська та боєздатні офіцери з усіх провінцій від Вірменії до Італії зосередилися у Константинополі. Болгари мали випробувати всю міць Імперії.
Після урочистого молебну, був винесений чудотворний хрест, перед яким всі схилились і заприсяглись перемогти або вмерти. Щоб ще сильніше підвищити дух солдатів гроші їм були виплачені завчасно. Імператриця та патріарх супроводили війська до міських воріт. Візантійці виступили на північ берегом Чорного моря. Армія була під командуванням магістра Льва Фоки, а флот — майбутнього імператора друнгарія (адмірала) Романа Лакапіна.

План битви в Анхіало

20 серпня 917 року на півночі від порту Анхіало (Помор'я) на ріці Ахелой ромеї та болгари зустрілися в рішучому бою. Це безсумнівно була одна з найбільших битв Середньовіччя. За відомостями літописців, які збереглися до наших днів, можна сказати, що болгари застосували традиційний для них маневр — наступ, неправильний відступ та рішучий контрнаступ (Маркели 792 р., Версинікія 813 р., Салоніки 996 р., Адріанополь 1205 р.). Коли візантійці захопились переслідуванням відступаючих болгар, втрачаючи суворий порядок та відкриваючи свій лівий фланг, Симеон кинув з північного заходу важку кінноту, а все болгарське військо перейшло у контрнаступ. Кавалерійська атака на чолі з самим царем (кінь Симеона був убитий), була настільки стрімкою та несподіваною, що одразу знесла лівий фланг і вийшла у тил візантійців. Відтиснуті до моря й атаковані з трьох сторін ромеї були цілком знищені. Головнокомандувач Лев Фока ледь зумів втекти, а інші візантійські полководці загинули. Битва була настільки кривавою, що, за словами літописця Симеона Логотета, «такої століттями не бувало». Лев Диякон, який відвідав місце бою за 75 років, відзначив: «І сьогодні можна бачити близько Ахелоя купи кісток ганебно побитого тоді ромейского війська, що відступало». Болгарська армія кинулася у звичайне для неї рішуче стратегічне переслідування (після перемоги при Онглі 680 року болгари переслідували візантійців 150—200 км).

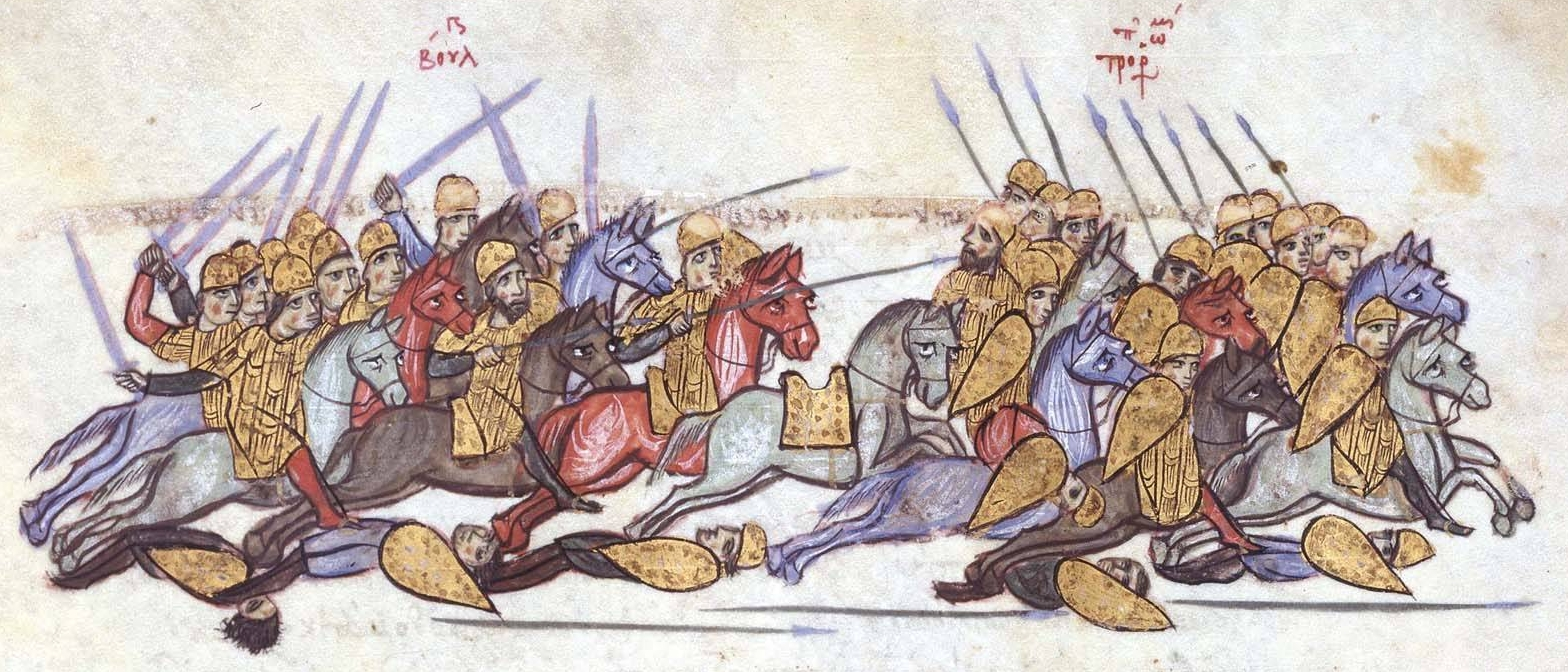
Битва та перемога царя Симеона в Анхіало (Ахелой) у 917 році

Печенізько-угорський напад з півночі зазнав невдачі. Серби також не наважились протистояти Болгарії.

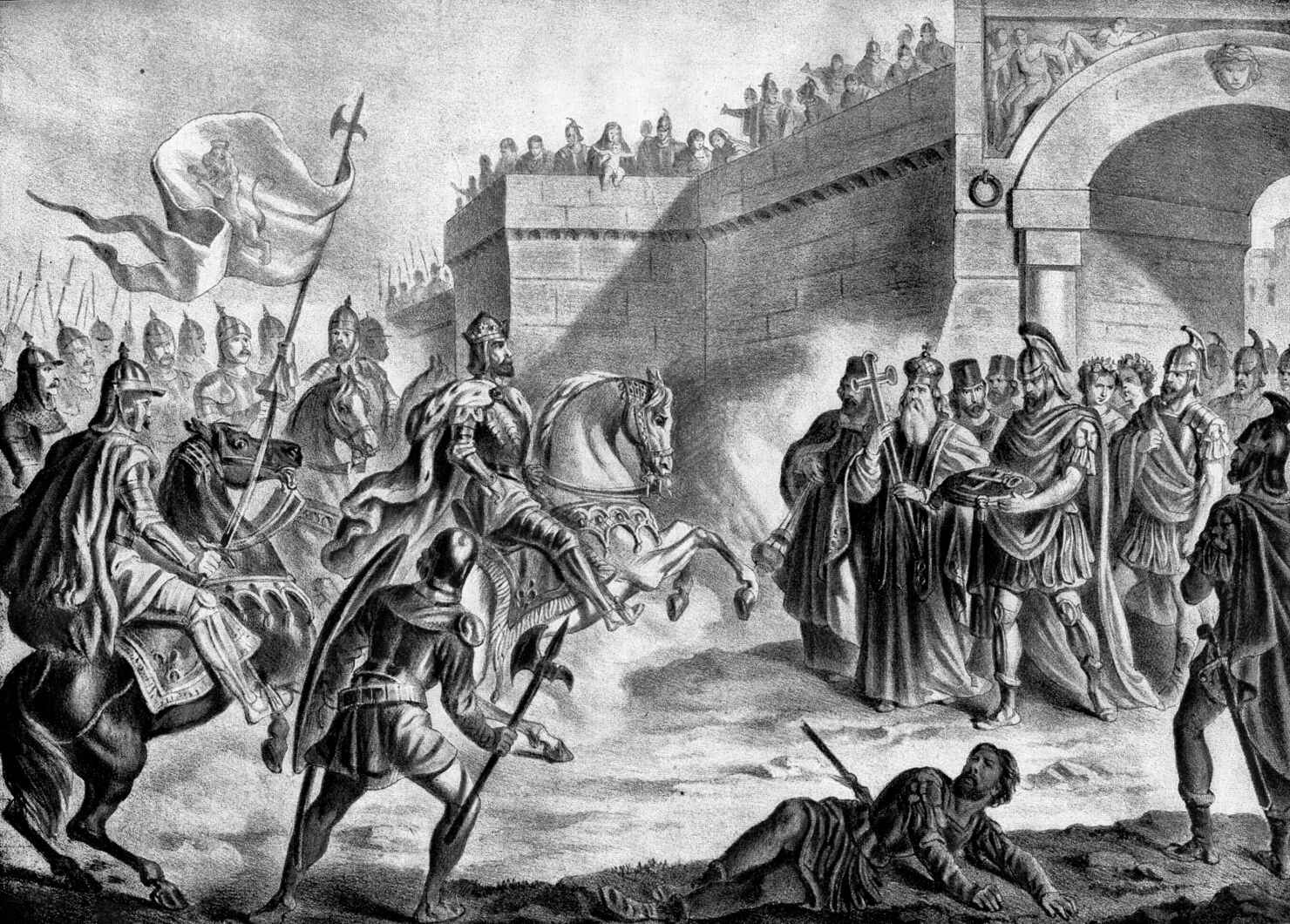
Симеон поблизу воріт Константинополя (графіка Миколи Павловича)

Візантія не одержала допомоги, а болгарська армія вже наближалася до її столиці. У відчайдушній спробі зупинити болгар Імперія зібрала всі війська, що ще в неї залишалися та, приєднавши залишки розбитої ахелойської армії, вийшла проти болгарського війська. За відомостями ромейського літописця Лева Граматика візантійська армія була доволі численною. Головнокомандувачем ромеїв був Лев Фока, який прагнув до реваншу, зі своїм помічником Миколою, сином Дуки.
Так відбулася битва під Катасиртами, поруч із Константинополем. Це був нічний бій, у якому болгари напали на візантійців і знову розгромили їх. Лев Фока знову втік, а Микола загинув. Шлях до Константинополя був відкритий для війська царя Симеона.
Однак, болгарська армія повернулася назад у Болгарію. Як і після битви під Каннами, коли Ганнібал не пішов у наступ на Рим, історики не можуть задовільно пояснити, чому Симеон не напав на Константинополь.

## Сербська та хорватські кампанії. Смерть Симеона
Одразу по закінченню кампанії проти Візантії Симеон скинув з престолу Сербії та відправив до в'язниці Петра Гойниковича, який намагався йому зрадити. На його місце цар поставив свого протеже Павла Брановича.
З ініціативи Симеона був скликаний церковний собор (917 чи 918 рік), який проголосив самостійність Болгарської патріархії, а новообраний патріарх зробив освячення титулу Симеона «Симеон, у Христа Бога самодержець усіх болгар і ромеїв».
918 року болгарське військо організувало похід в Елладу й захопило Фіви.
Безперервні поразки призвели 919 року до перевороту у Візантії. Друнгарій флоту Роман Лакапин замінив Зою як регент, і заслав її в монастир. Після цього посватав свою доньку Олену за малолітнього Костянтина VII і 920 року став співправителем, узурпувавши реальну владу в імперії.
Саме це Симеон намагався зробити вже сім років. Зійти на візантійський трон дипломатичними способами стало неможливим і Симеон ухвалив рішення розпочати нову війну.
У період 920—922 років болгарська армія почала одночасний наступ на два фронти: на сході вона подолала протоку Дарданели й обложила місто Лампсак у Малій Азії, на заході ж заволоділа всією територією до Коринфського перешийка. 921 року болгари знову заволоділи Адріанополем, який Симеон продав Зої 914 року, і знову підступили до Константинополя.
Тим часом (921) ромейська дипломатія намагалася збунтувати сербів на чолі з Павлом Брановичем проти Симеона, але болгарський самодержець замінив на сербському престолі Павла на Захарія й бунт провалився.
На сході болгарське військо, що маневрувало близько Константинополя між 11 і 18 березня 922 року, зустріло візантійське при Пигах. У битві ромеї не змогли стримати стрімкого наступу болгар. Частина візантійських солдатів була вбита, інші потонули в бухті Золотий Ріг

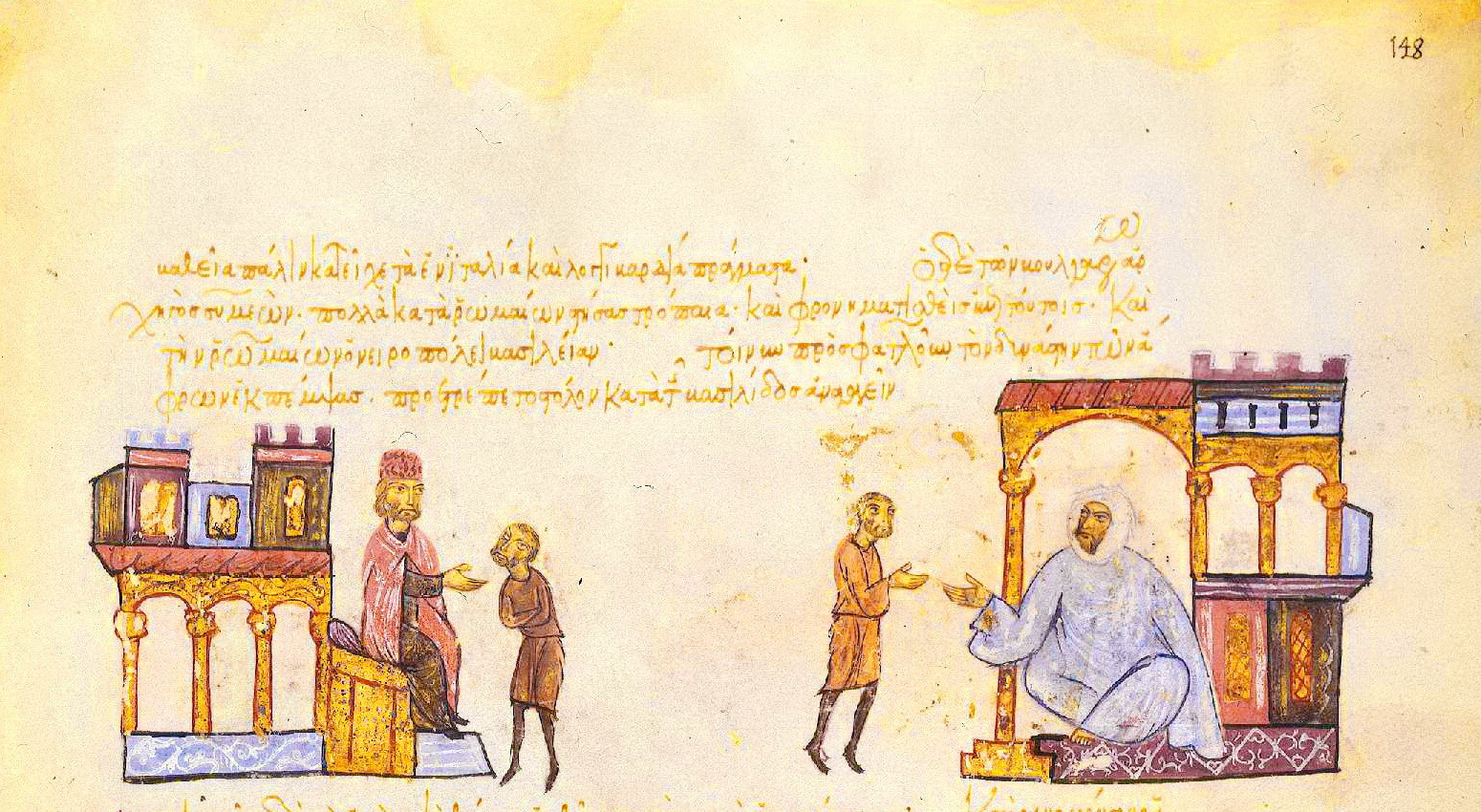
Симеон відряджає послів до арабів

У Симеона була могутня армія, але він добре усвідомлював, що для завоювання Константинополя потрібний і сильний флот, щоб нейтралізувати візантійський та оточити велике місто з моря. Цар звернувся до арабів, у яких на той час була потужна морська флотилія. 922 року болгарське посольство було відряджено до халіфа Убайдаллаху аль-махди до столиці Фатимідського халіфату Кайруан (нині Туніс). Він погодився на пропозицію про спільну атаку морем та сушею, і разом з болгарськими посланцями, відрядив до Болгарії також і своїх людей, щоб уточнити подробиці нападу. Однак, дорогою назад вони були захоплені візантійцями в Калабрії (Південна Італія). Симеон почав другу спробу, цього разу з аль-дулафи, але й вона провалилася
Під візантійським впливом сербський жупан Захарій збунтувався проти Болгарії. 924 року Сербія була завойована та приєднана до болгарського царства, а Захарій утік до Хорватії, яка була спільницею Візантії
Болгарський корпус під керівництвом Алогоботура увірвався до Хорватії (926), але потрапив у засідку в горах Боснії та був розбитий Побоюючись болгарської відповіді, король Томіслав (Хорватське князівство було проголошено королівством 925 року) погодився розірвати союз із Візантією та підписати мир на основі status quo, домовлений за посередництва єпископа Мадалберта.

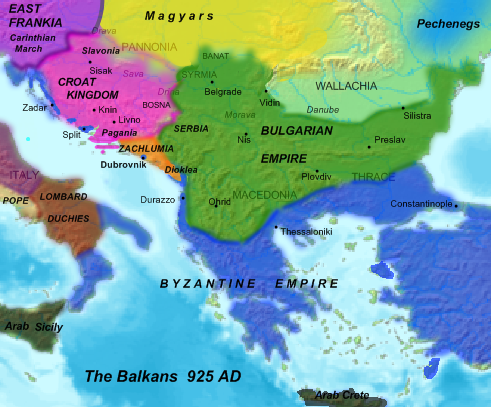
Розширення території Болгарії за часів правління Симеона Великого

Після укладення миру, римський папа Іоанн X відрядив до Великого Преслава своїх легатів герцога Іоанна та єпископа Мадалберта, які визнали (восени 926 року) імператорський титул Симеона та патріаршество глави болгарської церкви
Ще з початку 927 року, незважаючи на відчайдушні заклики до миру Романа Лакапіна, Симеон почав широкомасштабну підготовку до облоги Константинополя. Однак, облога ця так і не відбулася
27 травня 927 року Симеон помер від серцевої недостатності у своєму палаці у Преславі.
На болгарський трон зійшов син Симеона Петро I (927—969 рр.). Щоб ствердитися як істинний син великого батька, він одразу ж увірвався до Східної Фракії, захопивши фортецю Візу
У жовтні 927 року був укладений мирний договір, якої підтвердив основну частину завоювань Симеона. Візантійська імперія зобов'язалася сплачувати щорічну данину Болгарії.
Але найвизначнішим було те, що із цього договору Візантійська імперія офіційно й остаточно визнавала імператорську гідність болгарського суверена та патріарший статус голови болгарської церкви.
Також був передбачений шлюб володаря Петра й онуки візантійського імператора Романа Лакапіна Марії, яка була хрещена під іменем Ірина на честь миру. Цей шлюб був великою перемогою для авторитету Болгарії. Вперше за напівтисячолітню історію Візантії нащадок імператора вийшла заміж за межами імперії
Усі ці результати розцінюються істориками як плоди генія царя Симеона I.
На його честь названо місто Симеоновград, центр однойменної общини, а також села в Болгарії.